# Mistrzostwa Świata w Łucznictwie 1991
36. Mistrzostwa Świata w Łucznictwie odbyły się między 19 a 24 sierpnia 1991 w Krakowie. Były to trzecie mistrzostwa, które odbyły się w Polsce. Organizatorem była Międzynarodowa Federacja Łucznicza. 

## Medaliści

### Strzelanie z łuku klasycznego
| Konkurencja            | Złoto                                                             | Srebro                                                              | Brąz                                                                |
| Indywidualnie kobiet   | Kim Soo-nyung                                                     | Lee Eun-kyung                                                       | Zehra Öktem                                                         |
| Indywidualnie mężczyzn | Simon Fairweather                                                 | Wadim Szikariew                                                     | Chung Jae-hun                                                       |
| Drużynowo kobiet       | Korea Południowa · Lee Eun-kyung · Kim Soo-nyung · Cho Youn-jeong | ZSRR · Ludmiła Arżannikowa · Natalia Valeeva · Mahluhanim Murzajewa | Szwecja · Petra Ericsson · Jenny Sjowall · Christa Backman          |
| Drużynowo mężczyzn     | Korea Południowa · Yang Chang-hoon · Chung Yae-hun · Chun In-soo  | Finlandia · Tomi Poikolainen · Ismo Falck · Jari Lipponen           | Stany Zjednoczone · Edwin Eliason · Richard McKinney · Darrell Pace |

## Klasyfikacja medalowa
| Lp. | Państwo           | Złoto | Srebro | Brąz | Razem |
| 1.  | Korea Południowa  | 3     | 1      | 1    | 5     |
| 2.  | Australia         | 1     | 0      | 0    | 1     |
| 3.  | ZSRR              | 0     | 2      | 0    | 2     |
| 4.  | Finlandia         | 0     | 1      | 0    | 1     |
| 5.  | Stany Zjednoczone | 0     | 0      | 1    | 1     |
| 5.  | Szwecja           | 0     | 0      | 1    | 1     |
| 5.  | Turcja            | 0     | 0      | 1    | 1     |